# 彼得里夫卡 (舍甫琴科韋市鎮)
49°44′31″N 37°12′2″E / 49.74194°N 37.20056°E
彼得里夫卡（烏克蘭語：Петрівка）是位於烏克蘭東部的村莊，由哈爾科夫州庫普揚斯克區的舍夫琴科韦市镇負責管轄。該村距離阿爾卡季夫卡4公里，始建於1825年，面積1.01平方公里，海拔高度110米，2001年人口609。